# Lambert van Heygen
Lambertus Johannes van Heygen CSSp (Den Haag, 9 december 1920 – Weert, 30 mei 2007) was een Nederlands geestelijke en een aartsbisschop van de Rooms-Katholieke Kerk.
Lambert van Heygen werd op 9 december 1920 in Den Haag geboren. Al op jonge leeftijd wilde hij missionaris worden en trad daarom in bij de paters van de Heilige Geest. Op 20 juli 1947 werd hij in Gemert tot priester gewijd. In 1948 werd hij uitgezonden naar Kameroen. 
Op 16 april 1962 werd Van Heygen benoemd tot bisschop van Doumé; zijn bisschopswijding vond plaats op 29 juni 1962. Op 17 maart 1983 werd hij benoemd tot bisschop van Bertoua. Toen dit bisdom op 11 november 1994 tot aartsbisdom werd verheven, werd Van Heygen de eerste aartsbisschop. Hij ging op 3 juni 1999 met emeritaat.
Na zijn emeritaat bleef Van Heygen in Kameroen wonen. In het voorjaar van 2007 brak mgr. van Heygen een heup, waaraan hij in Nederland werd geopereerd. Tijdens zijn herstel is hij op 30 mei 2007 in Weert overleden. Van Heygen werd begraven in Kameroen.
- Gemeinsame Normdatei: 1207319899
- Virtual International Authority File: 282718589